# Allan Nørregaard
Allan Nørregaard Christensen (født 19. marts 1981) er en dansk sejler, der sejler 49er sammen med Peter Lang og deltog i og vandt bronzemedalje ved OL 2012 i denne båd. Nørregaard er rorsmand i båden.
Det var ikke denne båd, der sikrede OL-pladsen, men brødrene Simon og Emil Toft, der vandt bronze ved VM i Perth i december 2011, men dette par stoppede med at sejle en måned senere. Nørregaard og Lang blev i stedet udtaget på basis af deres resultater fra VM i 2011, hvor de blev nummer 5, og to World Cup-stævner i 2012. Kort efter at være udtaget vandt Nørregaard og Lang bronze ved VM i Zadar, Kroatien.
Nørregaard begyndte at sejle som seksårig; hans første store resultat kom, da han som trettenårig vandt NM i optimistjolle. I 2000 vandt han ungdoms-EM i 49er, og allerede i 2004 var han tæt på at blive udtaget til OL i Athen, idet han blev nummer to i OL-udtagelsen. Fra 2006 kom han med i arbejdet med at få etableret en slagkraftig tornado-besætning med henblik på OL i 2012, men da denne bådtype to år senere blev fjernet fra det olympiske program, prøvede Nørregaard forskellige andre bådtyper, inden han vendte tilbage til 49eren, hvor han fra 2009 sejlede sammen med Peter Lang. Nørregaard stiller op for Kolding Sejlklub.